# Eiréné trapezunti császárnő
Eiréné (1315/20 – Trapezunt, 1341. augusztus 10. után), görögül: Ειρήνη Α΄ Παλαιολογίνα της Τραπεζούντας, grúzul: ირინა პალეოლოგოსი, ტრაპიზონის იმპერიის იმპერატორი, olaszul: Irene Paleologa, imperatrice di Trebisonda, törökül: Trabzon imparatoriçesi İrini Paleologina, latinul: Irene Palaeologina, imperatrix Trapezuntina, a Trapezunti Császárság császárnéja, majd császárnője. A Palaiologosz-házból származott. Szaven-Pahlavuni Mária bizánci császárné unokája és II. (Lusignan) Konstantin örmény király unokahúga, valamint V. István magyar király ükunokája.

## Élete

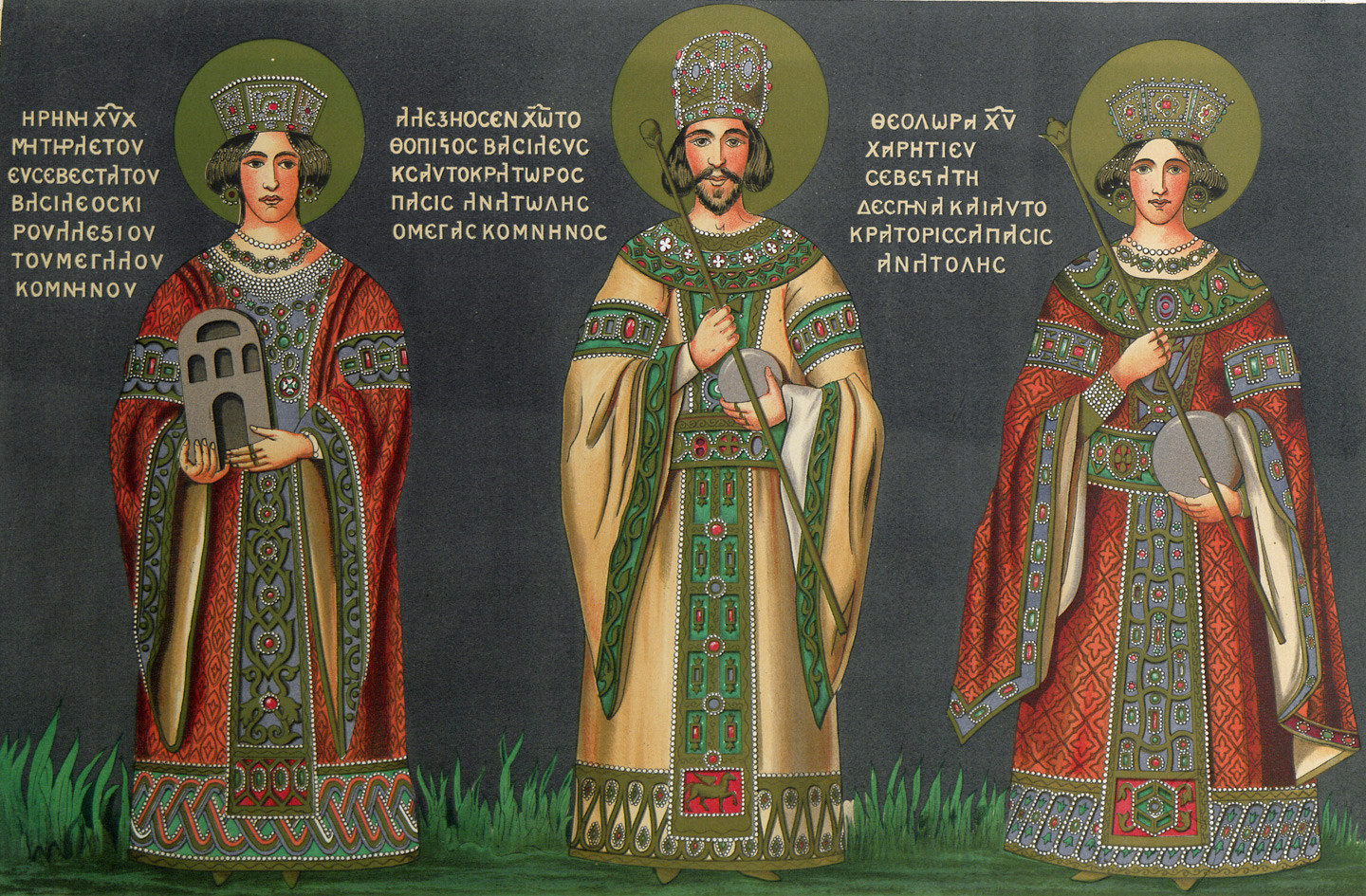
III. Alexiosz trapezunti császár az anyjával, I. Baszileiosz trapezunti császár második, bigámia révén elvett feleségével, Trapezunti Irén anyacsászárnéval (balra) és a feleségével, Kantakuzénosz Teodóra császárnéval (jobbra) egy trapezunti freskón, Kızlar Manastırı, Panagia Theoszkepasztosz kolostor

III. (Palaiologosz) Andronikosz bizánci császárnak ismeretlen nevű és származású ágyasától született lánya.
A bizánci belső kapcsolatok a Bizánci Birodalom 1204-es széthullásakor is megmaradtak, mikor Konstantinápolyt a IV. keresztes hadjáratban a nyugatiak elfoglalták, és ezt sok esetben házasságokkal is megpecsételték. Ennek a hagyománynak volt a folytatása, hogy 1335. szeptember 17-én feleségül ment I. (Komnénosz) Baszileiosz trapezunti császárhoz, aki Irén apjának a másodfokú unokatestvére volt. I. Baszileiosz apai nagyanyja, Palaiologosz Eudokia trapezunti császárné és Irén apjának, III. Andronikosznak az apai nagyapja, II. Andronikosz bizánci császár testvérek voltak VIII. Mihály bizánci császár egy-egy gyermekeként.
I. Baszileiosz második felesége, a korábbi ágyasa, Irén (1306 körül–1382) trapezunti úrnő lett, akit bigámia révén vett el 1339. július 8-án, mivel nem vált el első feleségétől, így az ebből a kapcsolatból született gyermekek törvénytelennek számítottak. I. Baszileiosz első felesége Palaiologosz Irén azonban nem szült gyermekeket, és férjét megmérgezve 1340-től 1341-ig Trapezunt császárnőjeként uralkodott.
1341-ben I. Irén trapezunti császárnő kezét felajánlották a volt férje Konstantinápolyban élő nagybátyjának Komnénosz Mihály (1284/85–1355 után) hercegnek, aki ekkor már özvegy volt, és hajón elindult Trapezuntba. Közben I. Irén császárnőt 1341. július 17-én a sógornője, az apáca Anna elmozdította a trónról, és ő maga foglalta el a trónt. A trónfosztott császárnő 1341. július 30-án Trapezuntba érkező vőlegényét, a saját nagybátyját, aki a megérkezésekor császárrá kiáltatta ki magát, pedig elfogatta, és börtönbe záratta.
Irén 1341. augusztus 10-én még életben volt, amikor egy latin gályán próbált Konstantinápolyba menekülni, de további sorsa nem ismert, így feltételezhetően azután még Trapezuntban veszthette életét.